# Slender Man
Slender Man (cũng được gọi là Slenderman) là một nhân vật siêu nhiên hư cấu bắt nguồn từ một meme Internet về creepypasta do người dùng Eric Knudsen (còn được biết với biệt danh là "Victor Surge") tạo ra vào năm 2009 trên diễn đàn Something Awful. Nó được mô tả là một người có hình dáng cao, gầy bất thường với cái đầu và khuôn mặt nhẵn nhụi, mặc bộ com lê màu đen.
Trong những câu chuyện, Slender Man thường được kể là một kẻ rình rập, bắt cóc hoặc khiến con người đau đớn, đặc biệt là trẻ em. Slender Man không chỉ gói gọn trong một câu chuyện đơn lẻ mà còn xuất hiện trong nhiều tác phẩm hư cấu tạp nham, điển hình là sáng tác trực tuyến. Những tác phẩm hư cấu liên quan đến Slender Man bao gồm nhiều phương tiện truyền thông, có thể kể đến là văn viết, nghệ thuật, và loạt video như Marble Hornets (2009–2014), nơi nó được biết đến với tên gọi là The Operator. Nhân vật này còn xuất hiện trong trò chơi điện tử Slender: The Eight Pages (2012) và phần nối tiếp Slender: The Arrival (2013), đồng thời là nguồn cảm hứng cho tạo hình nhân vật Enderman trong Minecraft. Nó cũng có sự hiện diện trong bộ phim chuyển thể năm 2015 từ loạt video Marble Hornets, người đóng vai nó là Doug Jones. Trong bộ phim chuyển thể cùng tên năm 2018, vai diễn của nó đã được Javier Botet thể hiện.
Đầu năm 2014 xảy ra nỗi lo ngại về đạo đức liên quan đến Slender Man, chuyện là một số độc giả của tác phẩm hư cấu viết về nó có dính líu đến những hành vi bạo lực, điển hình là vụ án đâm bé gái 12 tuổi đến suýt chết ở Waukesha, Wisconsin. Vụ đâm người này đã khơi nguồn cho bộ phim tài liệu Beware the Slenderman phát hành năm 2016.

### Nguồn gốc

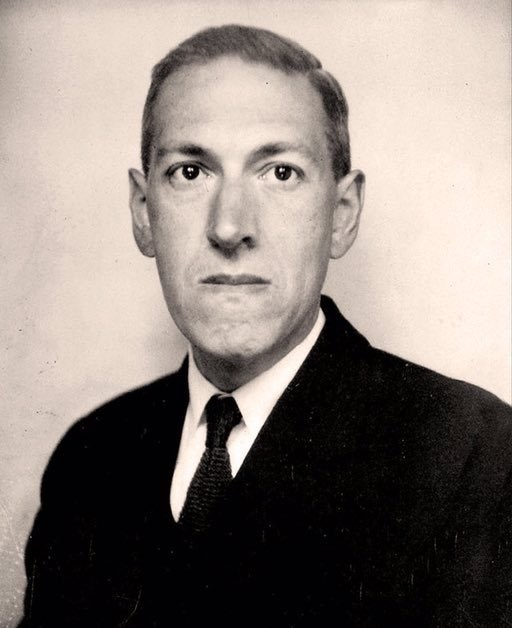
Những tác phẩm của H. P. Lovecraft ảnh hưởng đến sự sáng tạo ra Slender Man.

### Ngoại quan

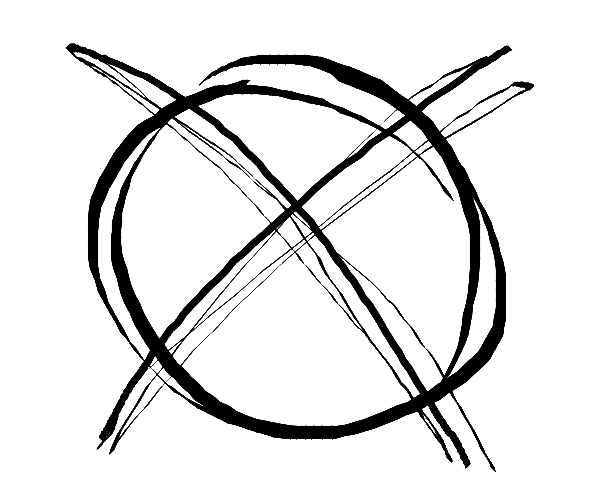
"Biểu tượng Slender Man" được giới thiệu trong loạt video Marble Hornets

### Lý giải về sự nổi tiếng

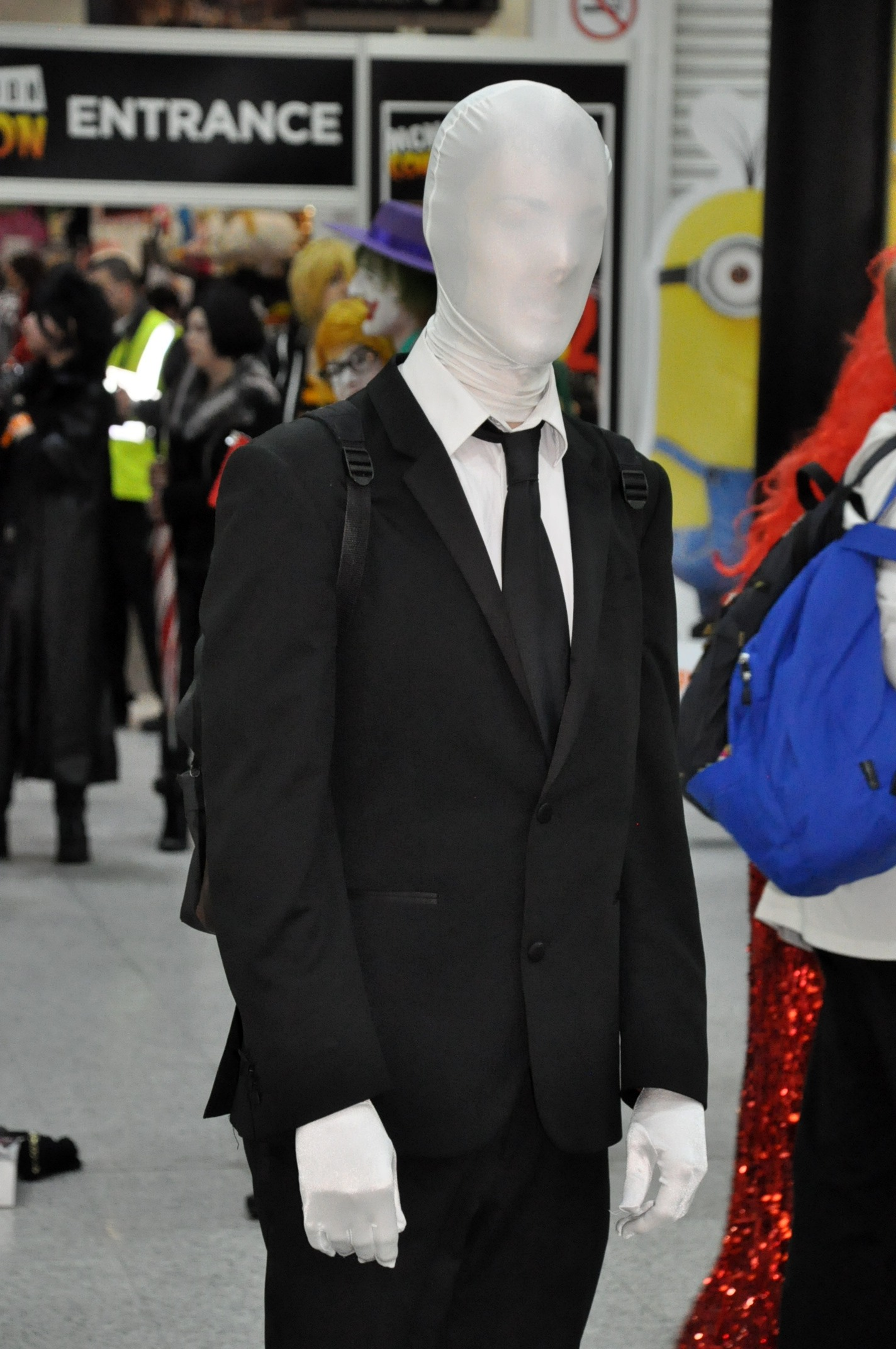
Cosplay Slender Man vào năm 2013

## Lịch sử